# Tatsuo Suzuki
Tatsuo Suzuki (鈴木 達夫, Suzuki Tatsuo, nascut el 1935) és un director de fotografia japonès que ha treballat amb molts directors independents destacats.

## Carrera
Nascut a la prefectura de Fukuoka, Suzuki va entrar a la indústria cinematogràfica a Iwanami Productions (Iwanami Eiga), on va treballar en pel·lícules documentals. Convertint-se en freelance i expandint-se al cinema de ficció i d'avantguarda, va treballar com a director de fotografia en moltes pel·lícules de l'Art Theatre Guild i de directors com Kazuo Kuroki, Toshio Matsumoto, Noriaki Tsuchimoto, Shūji Terayama, Kazuhiko Hasegawa i Masahiro Shinoda.

## Premis
El 1995, va guanyar el Premi de l'Acadèmia Japonesa i el Premi de cinema Mainichi a la millor fotografia per Sharaku i el Premi a la millor fotografia al XVIII Festival Internacional de Cinema Fantàstic de Sitges per Saraba hakobune

## Filmografia (selecció)
- Dokyumento rojō (ドキュメント路上) (1964)
- Tobenai chinmoku (とべない沈黙) (1966)
- Tsuburekakatta migime no tame ni (つぶれかかった右眼のために) (1968)
- Bara no Sōretsu (薔薇の葬列) (1969)
- Shura (A.K.A. Pandemonium) (修羅) (1971)
- Den-en ni shisu (田園に死す) (1974)
- Himiko (卑弥呼) (1974)
- Shurayukihime - Urami renka (修羅雪姫 怨み恋歌) (1974)
- Matsuri no junbi (祭りの準備) (1975)
- Taiyō o Nusunda Otoko (太陽を盗んだ男) (1979)
- Yūgure made (夕暮れまで) (1980)
- Les fruits de la passion (1981)
- Saraba hakobune (さらば箱舟) (1984)
- Tomorrow (1988)
- Dogra Magra (ドグラ・マグラ) (1988)
- Shōnen jidai (少年時代 i) (1990)
- Sharaku (写楽) (1995)
- Setouchi mūnraito serenāde (瀬戸内ムーンライト・セレナーデ) (1997)
- Fukurō no shiro (梟の城) (1999)
- Supai Soruge (スパイ・ソルゲ) (2003)
- Chichi to kuraseba (父と暮らせば) (2004)